# Минами (Киото)
Минами (яп. 南区, みなみく [mʲinamʲi ku]) — район города Киото префектуры Киото в Японии. По состоянию на 1 июля 2012 года население района составило 98 792 человек, плотность населения — 6260 чел / км ².

## Название
Топоним «Минами» дословно означает «южный район».

## История
- 1889 — образовано 6 сёл на территории будущего района Минами.
- 1918 — сёла Оути[2] и Ситидзё[3] уезда Кадони, а также часть сел Хигаси-Кудзё[4] и Ками-Тоба[5] уезда Кии вошли в состав района Симогё города Киото.
- 1931 — село Киссёин[6] и оставшаяся часть села Ками-Тоба вошли в состав района Симогё.
- 1 сентября 1955 — выделен городской район Минами из состава района Симогё.
- 1 ноября 1959 — село Кусэ[7] уезда Отокуни вошло в состав района Минами.

## Достопримечательности
- Ворота Расёмон в Киото